# A-lusion

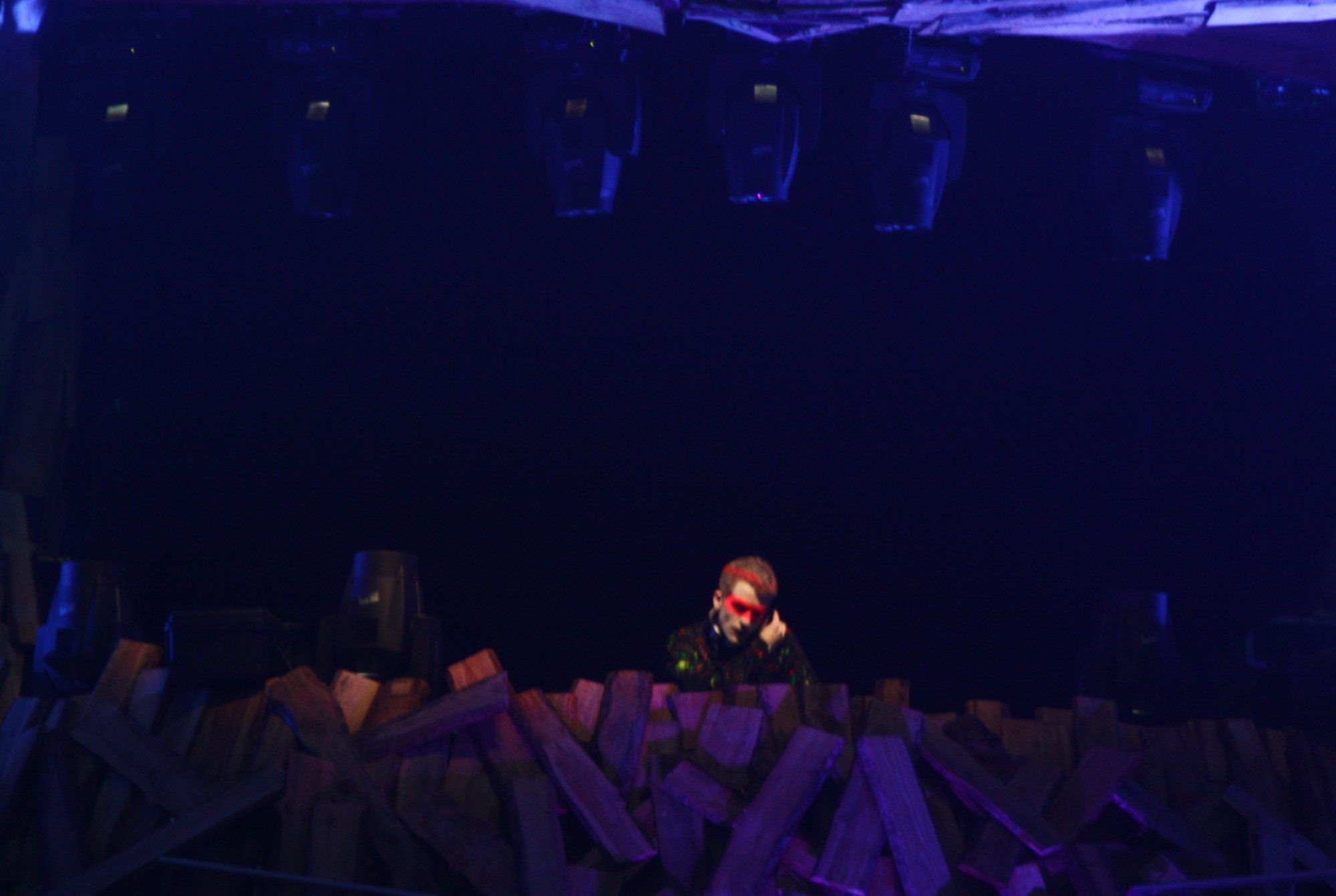
A-Lusion auf der Qlimax 2009

A-Lusion (* 11. August 1983 in Elst, Niederlande als Onne Witjes) ist ein niederländischer DJ (Euphoric Hardstyle) und Produzent.

## Karriere
Im Jahr 2003 wurde A-Lusion von Scantraxx entdeckt und unter Vertrag genommen. Am 1. August 2003 hatte er sein erstes Hardstyle-Release mit dem Titel Re-Count. Seinen ersten Auftritt hatte er 2004, im Alter von 20 Jahren in der Heineken Music Hall in Amsterdam.
Ende 2009 startete er mit seinem Kollegen Scope DJ das Produzenten-Duo Second Identity. Unter diesem Pseudonym produzierten die beiden ein Album. Nach dem Erscheinen des Albums fokussierten sich beide Produzenten wieder auf ihre Solokarrieren.
Im Sommer 2010 startete er gemeinsam mit Scantraxx den Podcast Scantraxx Radioshow, wo er monatlich neue Erscheinungen präsentierte.
Im Jahr 2012 beendete er die Zusammenarbeit mit Scantraxx und gründete sein eigenes Label mit dem Namen Lussive Music. Im selben Jahr startete er auch seine Out in the Open-Album-Serie, die schließlich 2014 mit der dritten Episode endete.
A-Lusion bespielte Festivals wie das Qlimax und das Defqon.1.

## Releases

### Alben
| Bild | Titel                                       | Artist              | Release           | Label         |
| ---- | ------------------------------------------- | ------------------- | ----------------- | ------------- |
|      | A-lusion & Scope DJ present Second Identity | A-Lusion & Scope DJ | 14. Oktober 2010  | Scantraxx     |
|      | Out In The Open 2: Make Up Your Mind        | A-Lusion            | 31. Oktober 2013  | Lussive Music |
|      | Out In The Open - Episode 3: The Final Act  | A-Lusion            | 21. November 2014 | Lussive Music |

### Singles/EPs
| Bild | Titel                                                   | Artist                             | Release            | Label             |
| ---- | ------------------------------------------------------- | ---------------------------------- | ------------------ | ----------------- |
|      | Re-Count                                                | A-Lusion                           | 1. August 2003     | Scantraxx         |
|      | Mess With The Best                                      | A-Lusion meetz The Bassfillerz     | Mai 2004           | DJS Records       |
|      | Re-Bel                                                  | A-Lusion                           | 30. September 2004 | Scantraxx Special |
|      | Talk Iz Tomorrow                                        | A-Lusion                           | 18. Juli 2005      | Scantraxx         |
|      | Give Me Your Soul Tonight                               | A-Lusion vs. Overdrive             | 1. Dezember 2005   | Explosive Records |
|      | Perfect It                                              | A-Lusion                           | 31. März 2006      | Scantraxx         |
|      | More Action / Bring The Newz                            | A-Lusion vs. Nightkiller           | 1. Mai 2006        | Scantraxx Special |
|      | Get Smacked                                             | A-Lusion ft. MC Villain            | 12. Juni 2006      | DJS Records       |
|      | Drummer Beat / Re-Vera                                  | A-Lusion                           | 21. Dezember 2006  | Scantraxx         |
|      | Be Yourself / Freeek It Up                              | A-Lusion                           | 6. August 2007     | Scantraxx Special |
|      | The 4 Elementz / Talk Iz The Rmx                        | A-Lusion                           | 17. September 2007 | Scantraxx Special |
|      | Veritas                                                 | A-Lusion                           | 1. März 2008       | M!D!FY            |
|      | Voodoo / Guidelinez                                     | A-Lusion                           | 24. Juni 2008      | Scantraxx         |
|      | The Remixez                                             | A-Lusion Presentz Sylenth & Glitch | 27. Oktober 2008   | Scantraxx         |
|      | Between Worlds / Reaching Out                           | A-Lusion meets Scope DJ            | 20. April 2009     | Scantraxx Silver  |
|      | Visual Perception / Too Close / No Regrets / Blue Fairy | A-Lusion                           | 16. November 2009  | Scantraxx Silver  |
|      | A New Dimension / No One Excluded                       | Zatox & A-Lusion                   | 4. Oktober 2010    | Italian Hardstyle |
|      | Fortuna (The In Between)                                | A-Lusion                           | 11. Oktober 2010   | M!D!FY Digital    |
|      | Call & Answer / Endless Flight                          | A-Lusion                           | 17. Januar 2011    | Scantraxx Silver  |
|      | Sound Of Pryme (Official Pryme Anthem 2011)             | A-Lusion & Unifite                 | 1. Mai 2011        | X-Bone Records    |
|      | Angels Dance / Don't Wanna Know                         | A-Lusion                           | 27. Juni 2011      | Scantraxx         |
|      | Out In The Open - EP 1                                  | A-Lusion                           | 9. Januar 2012     | Lussive Music     |
|      | Out In The Open EP1: Sampler 1                          | A-Lusion                           | 29. Februar 2012   | Lussive Music     |
|      | Out In The Open EP1: Sampler 2                          | A-Lusion                           | 7. März 2012       | Lussive Music     |
|      | Beat The Bridge (Official Anthem 2012)                  | A-Lusion                           | 27. April 2012     | Lussive Music     |
|      | Make Up Your Mind                                       | A-Lusion                           | 12. Juli 2013      | Lussive Music     |
|      | Out In The Open 2: Sampler 1                            | A-Lusion                           | 11. November 2013  | Lussive Music     |
|      | Out In The Open 2: Sampler 2                            | A-Lusion                           | 18. November 2013  | Lussive Music     |
|      | All These Symbols                                       | A-Lusion & S-Dee                   | 7. März 2014       | Lussive Music     |
|      | Are You Ready                                           | A-Lusion                           | 21. März 2014      | Lussive Music     |
|      | Untouchable                                             | A-Lusion ft. Jannika               | 17. Juli 2014      | Lussive Music     |
|      | Auditory Phenomena                                      | A-Lusion                           | 24. November 2014  | Lussive Music     |
|      | In Every Place (2014 Mix)                               | A-Lusion                           | 26. November 2014  | Lussive Music     |
|      | As High As                                              | A-Lusion ft. Adamo Fiscella        | 28. November 2014  | Lussive Music     |
|      | Get Crazy                                               | A-Lusion & Betavoice               | 1. Dezember 2014   | Lussive Music     |
|      | You Do Not Control Me                                   | A-Lusion & Luna                    | 3. Dezember 2014   | Lussive Music     |
|      | All Around Us                                           | A-Lusion ft. M'Key                 | 5. Dezember 2014   | Lussive Music     |
|      | Young & Fearless                                        | A-Lusion & Tyro Maniac ft. Rosli   | 8. Dezember 2014   | Lussive Music     |
|      | Good To Be Free                                         | A-Lusion                           | 10. Dezember 2014  | Lussive Music     |
|      | Music In Motion                                         | A-Lusion                           | 12. Dezember 2014  | Lussive Music     |
|      | Energize                                                | A-Lusion ft. Paolo Francisco       | 15. Dezember 2014  | Lussive Music     |
|      | Brand New Day                                           | A-Lusion ft. Lottie Mae Jones      | 17. Dezember 2014  | Lussive Music     |
|      | Tears Will Dry                                          | A-Lusion & Scope DJ                | 19. Dezember 2014  | Lussive Music     |
|      | Pushing On                                              | A-Lusion                           | 22. Dezember 2014  | Lussive Music     |
|      | Back To The Future                                      | A-Lusion                           | 24. Dezember 2014  | Lussive Music     |
|      | Sloopwerk                                               | A-Lusion                           | 29. Dezember 2014  | Lussive Music     |
|      | The Final Act                                           | A-Lusion                           | 31. Dezember 2014  | Lussive Music     |
|      | Serenity Of Night                                       | A-Lusion                           | 18. Juni 2015      | Lussive Music     |
|      | I Need You                                              | A-Lusion                           | 21. Juli 2015      | Lussive Music     |
|      | Too Close (Electronic Vibes Remix)                      | A-Lusion                           | 12. August 2015    | Scantraxx Silver  |
|      | Supernova                                               | A-Lusion                           | 12. November 2015  | Lussive Music     |
|      | A Thousand Miles                                        | A-Lusion                           | 22. Januar 2016    | Lussive Music     |

### Remixe
| Bild | Titel                                                 | Artist                      | Release          | Label             |
| ---- | ----------------------------------------------------- | --------------------------- | ---------------- | ----------------- |
|      | I've Got (The Power) (A-Lusion Remix)                 | Le Brisc                    | Februar 2003     | Blutonium Records |
|      | Planet Bass (A-Lusion Remix)                          | Clubburners                 | 10. März 2003    | Twisted Minds     |
|      | Resistance (Blutonium Boy vs. A-Lusion Hardstyle Mix) | DJ Mike                     | 15. Mai 2003     | Q-Asar            |
|      | The Way (A-Lusion Mix)                                | D-Vided                     | 20. Juni 2003    | Blutonium Records |
|      | In The Way (A-Lusion Hardstyle Mix)                   | DJ Session One              | 13. Oktober 2003 | Blutonium Records |
|      | F**king Revolution (A-Lusion Remix)                   | Harry Klein                 | 12. Juli 2004    | Activa Records    |
|      | So High (A-Lusion Remix)                              | D-Vided                     | 2004             | Blutonium Records |
|      | Fear Anthem (A-Lusion Remix)                          | Mind Hunterz                | 5. August 2005   | Kattiva Records   |
|      | Gimme Da Bass (A-Lusion Remix)                        | Kat                         | September 2006   | Wicked Records    |
|      | Skwert (A-Lusion Mix)                                 | DJ Nightkiller              | 11. Februar 2009 | DJS Records       |
|      | Be On Your Way (A-Lusion Remix)                       | Zany                        | 21. März 2011    | Fusion Records    |
|      | Break The Rules (Scope DJ & A-Lusion Remix)           | Brooklyn Bounce & DJ Zealot | 8. August 2011   | Scantraxx         |
|      | Ready4This (A-Lusion Remix)                           | Betavoice                   | 17. Februar 2015 | Lussive Music     |

### Freetracks
| Titel                                                  | Artist           | Release           | Info | Downloadbar über |
| ------------------------------------------------------ | ---------------- | ----------------- | --- | ---------------- |
| Reversed Order                                         | A-Lusion         | 2010              | Freetrack für 5.000 Facebook-likes                                                                                   | lololyrics.com   |
| In Every Place                                         | A-Lusion         | 2010              | Freetrack für 5.000 Facebook-likes                                                                                   | lololyrics.com   |
| World Mashup Part 1                                    | A-Lusion         | 2011              | Mashup of Drummer Beat and Powered Up Again. More mashups were planned but only this one was made. Produced in 2007. | mediafire.com    |
| Running Scared (Original Mix Test Master)              | A-Lusion         | August 2012       | | mediafire.com    |
| Running Scared (Vocal Edit Test Master)                | A-Lusion         | August 2012       | | mediafire.com    |
| Be Yourself (2012 Mix)                                 | A-Lusion         | 10. Dezember 2012 | DJ-Tool / Edit created for DefQon.1                                                                                  | mediafire.com    |
| Visual Perception (2012 Sound Edit)                    | A-Lusion         | 10. Dezember 2012 | New mixing, reversed bass and kicks                                                                                  | mediafire.com    |
| Don't Wanna Know (2012 Mix)                            | A-Lusion         | 17. Dezember 2012 | new version with improved sounds and a more emotional melody variation                                               | mediafire.com    |
| Burn It Down (A-Lusion Bootleg)                        | Linkin Park      | 11. Juni 2013     | Bootleg remix created just for playing                                                                               | mediafire.com    |
| Electric Sky                                           | A-Lusion         | 26. Juni 2013     | Special track created for EDC Las Vegas 2013                                                                         | mediafire.com    |
| Bad Blood (A-Lusion Hardstyle Bootleg)                 | Bastille         | 27. Juni 2013     | Loved the original and decided to create a hardstyle version from it                                                 | mediafire.com    |
| Music In You (A-Lusion 2013 Edit)                      | Sylenth & Glitch | 18. Juli 2013     | Special 2013 Liveact version, based on the 2012 remix.                                                               | mediafire.com    |
| Love Shines Through (A-Lusion Hardstyle Bootleg Remix) | Chakra           | 19. Mai 2014      | | mediafire.com    |